# 만자이촌 (지바현)
만자이촌(万歳村)은 지바현 가토리군에 일찍이 존재했던 촌이다. 

## 지리
- 현재의 아사히시에 북부, 히카타정 동부에 해당한다.
- 마을 지역은 고원과 평지가 뒤섞인 골짜기가 많은 지형이다.

## 역사
- 1889년 4월 1일 - 정촌제 시행에 수반해 가토리군 만자이촌이 성립하였다.
- 1955년 4월 10일 - 고조촌, 주와촌과 합병해, 히카타정이 신설되어, 동일 만자이촌은 폐지되었다.

## 인구
| 1891년 | 2,060 |
| 1914년 | 2,654 |
| 1920년 | 2,329 |
| 1930년 | 2,428 |
| 1950년 | 3,085 |

## 참고문헌
- 角川日本地名大辞典編纂委員会『角川日本地名大辞典 12 千葉県』、角川書店、1984年 ISBN 4040011201